# Onze-Lieve-Vrouw-van-Lourdeskapel (Horn)
De Onze-Lieve-Vrouw-van-Lourdeskapel is een kapel in Horn in de Nederlandse gemeente Leudal. De kapel staat aan de splitsing Posthuisweg met Beurik waar de Eindstraat hierop uitkomt, in het zuiden van het dorp.
De kapel is gewijd aan de heilige Maria, specifiek aan Onze-Lieve-Vrouw van Lourdes.

## Geschiedenis
Rond 1800 stond er hier reeds een Mariakapel. De kapel raakte bouwvallig en werd in 1938 afgebroken. De kapel stond toen bekend als de Aan de Leer en Lierekapel.
In 1939 werd er een nieuwe kapel gebouwd van stenen die over waren van de bouw van de Sint-Martinuskerk.
In 1988 vond er een grondige restauratie plaats en de kapel werd op 7 mei 1989 met het 60-jarig bestaan van buurtvereniging de Mariaput opnieuw ingezegend.

## Gebouw
De bakstenen kapel staat op een rechthoekig plattegrond en wordt gedekt door een zadeldak. In de beide zijgevels bevindt zich een rond venster. Hoog in de frontgevel is met bakstenen een kruis gemetseld dat lichtjes uitsteekt. In de frontgevel bevindt zich tevens de rondboogvormige toegang van de kapel die wordt afgesloten met een dubbele deur.
In de kapel draagt de altaar steen de tekst Horn aan Christus, door Maria, 25 juni 1939. Op het altaar staat een beeld van Onze-Lieve-Vrouw van Lourdes.